# Abaya Lacus
L'Abaya Lacus è una struttura geologica della superficie di Titano.